# Grumpy Cat

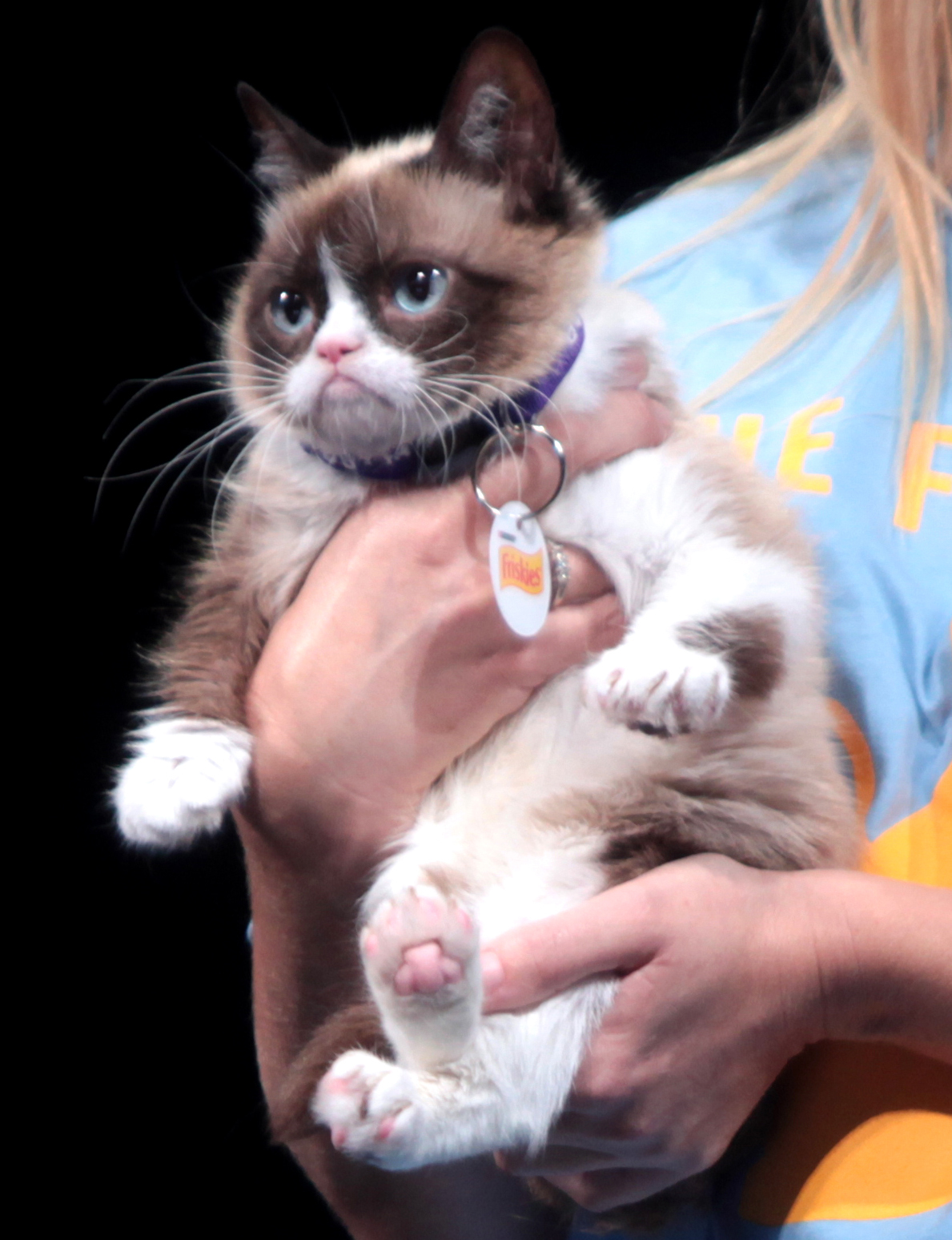
Grumpy Cat al VidCon 2014

Tardar Sauce, conosciuta su Internet con il soprannome Grumpy Cat (letteralmente, Gatta scontrosa; Morristown, 4 aprile 2012 – Morristown, 14 maggio 2019), è stata una gatta nota per la sua particolare espressione facciale, divenuta, grazie a questa, protagonista di numerosi meme in giro per la rete.

## Vita
La sua padrona, Tabatha Bundensen, affermava che la sua inusuale espressione "brontolona" era causata da un raro fenomeno di nanismo felino e malocclusione. La Bundensen affermava che Tardar era più piccola rispetto agli altri gatti e che le sue zampe erano "un po' diverse" e che, nonostante i suoi difetti, si comportava come un gatto normale "il 99% del tempo". 
Grumpy Cat morì il 14 maggio 2019, all'età di soli 7 anni, per le complicazioni di un'infezione alle vie urinarie.

## Gestione dell'immagine
La popolarità di Grumpy Cat è stata originariamente raggiunta da una sua foto postata su Reddit dal fratello della Bundensen, Bryan, il 22 settembre 2012; Grumpy Cat è comparsa in seguito sulla prima pagina del The Wall Street Journal del 30 maggio 2013 e su quella della rivista New York del 7 ottobre dello stesso anno.
La Bundensen prese un periodo di congedo dal suo lavoro alla catena di ristoranti Red Lobster per gestire il programma di Grumpy Cat e suo fratello Bryan gestiva il suo sito, la sua pagina Facebook (che il 10 dicembre 2014 aveva raggiunto più di 10 milioni di like), il suo canale YouTube e il suo account Twitter. I fratelli Bundensen crearono anche la società "Grumpy Cat Limited", che nel 2018 vantava un valore stimato di 1 milione di dollari. Stando allo United States Patent and Trademark Office, "Grumpy Cat Limited" ha istituito il marchio "Grumpy Cat" e una sua immagine alla fine del gennaio 2013 curata dal manager Ben Lashes, che già rappresentava anche altri meme come Nyan Cat e Keyboard Cat. Per non stressare troppo la gatta, le sessioni fotografiche erano programmate per solo un giorno alla settimana e gli incontri erano limitati.
Nell'agosto 2015 è stato annunciato che sarebbe stata esposta una statua di cera con le fattezze di Grumpy Cat al museo Madame Tussauds di San Francisco.

### Gadget
Vari sono stati i gadget prodotti sull'immagine di Grumpy Cat, tra i quali peluche, magliette, tazze e persino un caffè ghiacciato chiamato Grumpuccino.
Il libro ufficiale di Grumpy Cat è stato pubblicato il 23 luglio 2013 da Chronicle Books in America e ha debuttato all'ottavo posto sulla lista dei bestseller del Publishers Weekly e al settimo sulla New York Times Best Seller List. Tra il 2014 e il 2015 sono usciti il secondo libro su Grumpy Cat, intitolato The Grumpy Guide to Life, e una miniserie di albi a fumetti chiamati The Misadventures of Grumpy Cat.
Nel 2014 il videogioco ufficiale ispirato da Grumpy Cat e chiamato Grumpy Cat: Unimpressed è stato rilasciato da Ganz Studios su Facebook, iOS e Android.

## Apparizioni sui media
Nel marzo 2013, Grumpy Cat ha partecipato al SXSW Interactive, patrocinata da Mashable, e per la cui comparsa ha ricevuto plausi dalle agenzie televisive CNN e CBS e dal CNET.
Grumpy Cat è apparsa nelle trasmissioni televisive americane Today, Good Morning America, CBS Evening News, Anderson Live, Big Morning Buzz Life su VH1, The Soup, e American Idol.
Tardar Sauce è apparsa nel documentario del 2013 premiato al Tribeca Film Festival Lil Bub & Friendz.
Nel maggio 2013, la Broken Road Productions ha opzionato Grumpy Cat per un film per tutta la famiglia nello stile di Garfield. Nel giugno 2014 è stato annunciato che il film, creato solo per la televisione, sarebbe stato prodotto invece da Lifetime e che si sarebbe chiamato Grumpy Cat's Worst Christmas Ever. Le riprese sono state effettuate durante l'estate e Tim Hill e Jeff Morris hanno scritto la sceneggiatura. La voce di Grumpy Cat, nel film, è prestata dall'attrice Aubrey Plaza. Il film è stato mandato in onda su Lifetime il 29 novembre 2014.
Nel 2014 è apparsa in una pubblicità degli Honey Nut Cheerios e durante la stagione finale della serie TV The Bachelorette. 
Tardar ha anche partecipato come ospite speciale al WWE Monday Night Raw del 17 novembre 2014.